# Presbytis potenziani
Il presbite delle Mentawai (Presbytis potenziani (Bonaparte, 1856)) è una specie di primate della tribù dei Presbytini. Vive solamente su alcune isole appartenenti al gruppo delle Mentawai, al largo dell'isola indonesiana di Sumatra: Sipora, Pagai del nord e Pagai del sud. Gli esemplari che vivono a Siberut, la più grande delle Mentwai, erano considerate una sottospecie del presbite delle Mentawai fino a tempi recenti, ma sono ora considerate come una specie a parte a causa di alcune differenze genetiche.

## Descrizione
I presbiti delle Mentawai sono primati relativamente piccoli e snelli con arti lunghi e lunghe code. Raggiungono un peso medio di 6,5 chilogrammi, una lunghezza testa-tronco di circa 50 cm e una lunghezza della coda di circa 58 cm. Il dimorfismo sessuale è appena pronunciato. Come tutti i presbiti, hanno un ciuffo di lunghi peli sulla testa. Gli esemplari adulti sono per lo più di colore nero, la faccia è incorniciata da una frangia di peli bianchi, il ventre è biancastro e l'interno delle braccia e delle gambe è arancione-rossastro. La gola, le guance e la regione pubica sono bianco-giallastre. I maschi hanno lo scroto bianco. La pelle nera priva di peli della faccia diventa un po' più chiara intorno alla bocca. I neonati hanno la pelliccia di colore bianco-grigio e la pelle chiara. La pelliccia inizia a scurirsi dopo 12-14 giorni.

## Biologia
I presbiti delle Mentawai sono primati diurni e arboricoli. Vivono in gruppi familiari che comprendono da due a cinque esemplari, costituiti da un maschio, da una femmina e dalla loro prole. Tale caratteristica ne fa l'unica specie monogama tra i Cercopitecidi. I territori dei singoli gruppi si sovrappongono: solo un'area centrale viene difesa dai conspecifici con forti grida o atteggiamenti intimidatori.
I presbiti delle Mentawai sono vegetariani e si nutrono di foglie giovani, frutti, semi e fiori.
Il comportamento riproduttivo è poco conosciuto. In luglio o agosto la femmina dà alla luce un unico piccolo. Come presso tutti i presbiti, i piccoli alla nascita sono di colore chiaro.

## Conservazione
A causa delle dimensioni ridotte dell'areale (le isole Mentawai coprono una superficie di appena 6700 km²) e della distruzione dell'habitat, la specie viene considerata «in pericolo critico» (Critically Endangered) dalla IUCN.